# Live at CBGB's 1984
Live at CBGB's 1984 è il secondo album live dei Dirty Rotten Imbeciles, registrato nel 1984 al CBGB's di New York e pubblicato nel 2005 dalla Beer City Records.

## Tracce
1. I Don't Need Society
2. Reaganomics
3. Commuter man
4. Plastique
5. Why
6. Ballance of Terror
7. My Fate to Hate
8. Who Am I
9. Money Stinks
10. Human Waste
11. Yes Ma'am
12. Dennis' Problem
13. Closet Punk
14. Brokehow to Act
15. Give My Taxes Back
16. Equal People
17. On My Way Home
18. Bail Out
19. Snap
20. The Explorer
21. Slit My Wrists
22. Stupid, Stupid War
23. Counter Attack
24. I'd Rather be Sleeping
25. Running Around
26. Couch Slouch
27. To Open Closed Doors
28. God is Broke
29. Soup Kitchen
30. Sad to Be
31. War Crimes
32. Busted
33. Draft Me
34. First Round Draft Choice
35. Capitalists Suck
36. Mad Man
37. Misery Loves Company
38. No Sense
39. Blockhead
40. Violent Pacification

## Formazione
- Kurt Brecht – voce
- Spike Cassidy – chitarra, cori
- Josh Pappe – basso
- Eric Brecht – batteria, cori